# J-invarianten

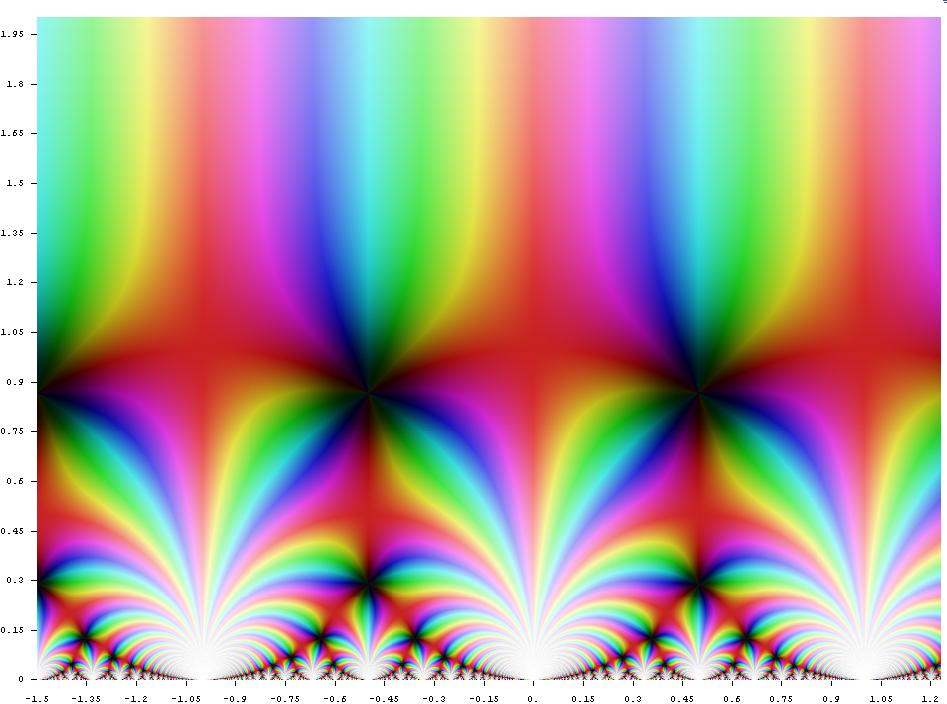
Kleins j-invariant i komplexa planet

Inom matematiken är Kleins j-invariant, sedd som en funktion av komplexa variabeln τ, en modulär funktion av vikt noll för SL(2, Z) definierad i övre halvplanet av komplexa planet. Den är den unika funktionen med dessa egenskaper som är analytisk förutom vid en spets där den har en enkel pol så att 
{\displaystyle j\left(e^{{\frac {2}{3}}\pi i}\right)=0,\quad j(i)=1728.}
Rationella funktioner av j är modulära, och det kan visas att alla modulära funktioner är av denna form. j-invarianten studerades klassiskt som en parametrisering av elliptiska kurvor över C, men den har även överraskande samband med monstergruppens symmetrier.

## Fourierexpansion
j-invariantens Fourierexpansion i variabeln q = exp(2πiτ) börjar
{\displaystyle j(\tau )={1 \over q}+744+196884q+21493760q^{2}+864299970q^{3}+20245856256q^{4}+\cdots }
Alla koefficienterna är heltal, vilket resulterar i flera nästan-heltal, såsom Ramanujans konstant:
{\displaystyle e^{\pi {\sqrt {163}}}\approx 640320^{3}+744}.

## Alternativa uttryck
Följande formel gäller
{\displaystyle j(\tau )={\frac {256(1-x)^{3}}{x^{2}}}}
där x = λ(1−λ) och λ är modulära lambdafunktionen. Värdet av j förblir oförändrat då λ ersätts med något av de sex värdena
{\displaystyle \left\lbrace {\lambda ,{\frac {1}{1-\lambda }},{\frac {\lambda -1}{\lambda }},{\frac {1}{\lambda }},{\frac {\lambda }{\lambda -1}},1-\lambda }\right\rbrace .}

## Klasskroppsteori ochj
j-invarianten har många remarkabla egenskaper: 
- Om τ är en singulär modulus, d.v.s. ett godtyckligt element av en imaginär kvadratisk kropp med positiv imaginär del (så att j är definierad), då är j(τ) ett algebraiskt heltal.[1]

- Kroppsutvidgningen Q[j(τ), τ]/Q(τ) är abelsk, d.v.s. har abelsk Galoisgrupp.

## Formler för pi
Genom att använda formeln {\displaystyle j{\big (}{\tfrac {1+{\sqrt {-163}}}{2}}{\big )}=-640320^{3}} bevisade bröderna Chudnovsky 1987 formeln
{\displaystyle {\frac {1}{\pi }}={\frac {12}{640320^{3/2}}}\sum _{k=0}^{\infty }{\frac {(6k)!(163\cdot 3344418k+13591409)}{(3k)!(k!)^{3}(-640320)^{3k}}}.}

### Fotnoter
1. ↑  Silverman, Joseph H. (1986). The Arithmetic of Elliptic Curves. Graduate Texts in Mathematics. "106". Springer-Verlag. sid. 339. ISBN 0-387-96203-4